# سوزان خان
سوزان خان مصممة ديكور هندية، ولدت في مومباي بالهند 1976 من اسرة ثرية، وحصلت على البكالوريس في التصميم من كلية بروكس بكاليفورنيا، وفي يناير 2016 تم تسجيل قضية ضدها بموجب المادة 420 من قانون العقوبات الهندي بسبب تقديمها لنفسها كمهندسة معمارية.
سوزان تنتمي لأسرة مشهورة، فهي ابنة الممثل الهندي سانجاي خان، وشقيقة الممثل زايد خان، وابنة عم الممثل فاردين خان وعمها نجم بوليوود الراحل فيروز خان ، وشقيقتها مصممة المجوهرات فرح علي خان. والجدير بالذكر أن سوزان هي الزوجة السابقة للممثل الهندي هريثيك روشان